# Museum Polakkasernen
Das Museum Polakkasernen in Taagerup ist ein Museum, das das Saisonarbeiterleben von galizischen Wanderarbeitern auf den dänischen Inseln Lolland und Falster dokumentiert.
Die meisten Saisonarbeiter wurden Ende des 19. und Anfang des 20. Jahrhunderts als billige Arbeitskräfte aus ärmlichen Verhältnissen im polnischen Galizien angeworben und von Vermittlern und Aufsehern über Krakau und Rostock nach Dänemark gebracht, wo wegen der Entwicklung der Zuckerindustrie Arbeitskräftemangel in der Landwirtschaft bestand. Die Saisonarbeiter blieben jeweils von Ende April bis Anfang Dezember.
Die Wohngebäude für diese landwirtschaftlichen Saisonarbeiter wurden Polakkasernen genannt und waren typischerweise vom Hofgut entfernt auf offenem Feld gebaut, um den Kontakt der Saisonarbeiter zur lokalen Bevölkerung zu begrenzen. Die Kaserne in Taagerup wurde 1911 vom Gut Lungholm gebaut und war für 30 Saisonarbeiter berechnet. Im Jahr 1984 wurde eine Stiftung gegründet, um in dem denkmalgeschützten Gebäude ein Museum zur Erinnerung an die Lebensumstände und Geschichte dieser polnischen Saisonarbeiter zu eröffnen.

## Weblink
- offizielle Homepage